# 야나세 다카시
야나세 다카시(일본어: やなせたかし, 1919년 2월 6일 ~ 2013년 10월 13일)는 일본의 만화가, 그림책 작가, 일러스트레이터, 시인이다. 일본 만화가 협회 이사장 (2000년 5월 ~ 2012년 6월), 일본 만화가 협회 회장 (2012년 6월 ~ 2013년 10월), 유한회사 야나세 스튜디오 사장을 역임하고 있다. 도쿄부 기타토시마 군 다키노가와구 (현 도쿄도 기타구)에서 태어나 고치현 가미 군 在所村 (현 가미시)에서 자랐다. 《호빵맨》의 아버지로 불린다.
과거에는 디자이너, 편집자, 무대 미술가, 연출가, 사회자, 카피라이터, 작곡가, 시나리오 작가 등 다양한 분야에서 활약한 경력이 있으며, 작곡가로는 미셸 카마라는 필명을 사용한다. 편집자로는 산리오에서 간행된 잡지 《시와 동화》의 편집장을 오랫동안 지냈다(1973년 ~ 2003년). 이후 타계 전까지 계간 잡지 《시와 판타지》에 책임 편집 형태로 참여하였다.
위와 같이 다양한 일을 다루고 있지만, 《호빵맨》의 인기가 올라 인기인이 되었을 땐 이미 50대 후반이였다. 나이가 90세를 넘어 2010년에는 은퇴도 생각하였지만, 다음 해 3월 동일본 대지진이 발생하여, 현역으로 활동을 계속하였다. 2013년 10월 13일 심부전으로 사망하여 가족장 후 15일 언론에 사망 소식이 공표되었다.

## 약력

### 청년 시절
야나세의 자서전에 의하면 거처의 친가는 이세 헤이씨의 후예로 300년 계속되는 옛집이었다고 한다. 아버지는 상하이의 동아동문서원을 졸업 후, 고단샤에서 편집자를 맡고 있었다. 야나세는 그 시기에 태어났기 때문에, 출생지는 당시의 가족이 거주하고 있던 도쿄 부 기타토시마 군 다키노가와 구 니시가하라이다.
아버지는 야나세가 태어난 다음 해 도쿄 아사히 신문에 입사하고, 1923년에 특파원으로서 단신으로 상하이에 건너간다. 그 후, 아버지가 아모이로 전근을 갔다. 어머니와 남동생 지히로와 함께 거처 마을의 친가로 옮긴다.
1924년에 아버지가 아모이에서 사망했다. 야나세는 어머니, 남동생과 함께 고치시에서 살게 된다. 남동생은 고멤마치(현 난코쿠시)에서 개업 의사를 영위하고 있던 백부(아버지의 형)에게 거두어 졌지만, 그 후에 모가 재혼했기 때문에, 야나세도 같이 백부에게 거두어 져 자란다. 먼저 거두어 진 남동생은 후계자로서 맞이할 수 있던 것에 비해 나중에 거두어 진 야나세는 학생 방을 나누어 주어지는 등 대우에 차이가 있었다고 한다. 고멘노다 조합 소학교(현 난코쿠 시립 고멘노다 소학교), 고치 현립 고치죠토 중학교에 진학한다. 소년 시대는 「소년클럽」을 애독해, 중학생의 무렵부터 그림에 관심을 안아 관립 구제 도쿄 고등 공예 학교 도안과(현 지바 대학 공학부 디자인 학과)에 진학했다. 관립 도쿄 고등 공예 학교 졸업 후, 다나베 제약 선전부에 일자리를 얻는다.
1941년에 징병, 야전 중포병으로서 중일 전쟁에 출정한다. 을종 간부 후보생에 합격하고, 주로 고등 사령부에 대해 중국인・중국병 전용의 선전 전단의 제작을 담당했다. 그림 연극을 만들고, 본주민 전용으로 연기하기도 했다. 최종 계급은 육군 군조. 종군 중은 전투가 없는 지역에 있었기 때문에, 한번도 적을 향해 총을 쏜 일은 없었지만, 종군 중에 식량 부족에 의한 공복을 체험한 것, 후에 남동생의 전사를 안 것 등의 일로 반전 감정을 가지게 된다.

### 일러스트레이터에서 만화가로
패전 후에는 고치 신문 기자가 되어, 후에 부인이 되는 고마쓰와 만난다. 1947년에 고마쓰를 따라 도쿄로 상경, 미쓰코시 선전부의 그래픽 디자이너가 되어, 미쓰코시 재직 중에 만화 집단에 소속, 부업으로 만화가를 하고 있었다. 미쓰코시에서는 포장지(도안은 이노쿠마 겐이치로)에 쓰여진 「mitsukoshi」의 레터링을 다뤘다.
1953년 3월에 미쓰코시를 그만두고, 34세에 전업 만화가가 되었다. 만화로 얻는 수입이 미쓰코시의 급료를 3배만큼 웃돈 것을 보고 독립을 결심했다고 한다. 독립은 했지만 만화가로서는 좀처럼 싹이 나오지 않고, 만화나 일러스트의 일보다 무대 장치의 제작이나 방송 작가, 작사가로서의 일이 많았다고 한다. 작사가로서는 이즈미 다쿠 작곡의 파퓰러・송 「손바닥을 태양에」의 일이 유명. 성교육 용어 「와레메 」를 「울트라 Q」극작가 기타자와 교코와 함께 고안한 것으로도 알려진다.
1966년에 야마나시 실크 센터(현 산리오)의 쓰지 신타로 사장이 추천해로 낸 시집 「사랑하는 노래」로 시인으로서 데뷔를 했다. 이후, 어른용의 시집이나 그림책을 차례차례 간행하고, 1973년에는 잡지 「시와 동화」를 시작했다. 같은 해 출판한 어린이용 그림책 「앙팡맨」이 전환기가 되어, 현재는 주로 어린이용의 동화나 그림책으로 알려진 작가다.
1990년에 「호빵맨」으로 일본 만화가 협회상 대상(제 19회, 1990년도)을 수상, 1991년에 훈4등 서보장을 수상, 1995년에는 「호빵맨」으로 일본 만화가 협회상 문부대신상(제 24회, 1995년도)을 수상. 가미시립 야나세 다카시 기념관 ·「앙팡맨 박물관」이 1996년 7월에, 「시와 동화 그림책관」이 1998년 8월에 각각 출신지인 고치현 가미 시에서 개관되었다.2008년, 도쿄 국제 애니메이션 페어 2008 제 4회 공로상을 표창 수상. 2000년대에 들어서는 고치 현 스사키시의 신명물・냄비 구이 라면의 이미지 캐릭터 「냄비 라만과 수달의 카우 」를 스자키 상공회의소로부터의 「냄비 구이 라면・X프로젝트에 찬동해 주었으면 한다」라고 하는 요청을 받아 제작했다.
1993년에 부인이 서거해 독신에 돌아와서는, 생일 등의 이벤트에 「가공 결혼식」(상대는 사토나카 마치코 등)도 했었다. 2003년에는 CD를 발매하고 가수 데뷔를 완수해, 콘서트도 해에 몇차례 한 바 있다.

### 말년
2012년 6월 22일의 일본 만화가 협회상의 증상식에서는 건강한 모습을 보였지만, 고령과 컨디션 불량을 이유로 일본 만화가 협회의 이사장을 사임한다고 발표, 동협회의 회장으로 취임.
2011년에 방광암이 판명되어, 그것이 간장에 전이 하고 있던 것도 밝혀졌다. 그 외에도 백내장이나 수뇨관 결석 등 수많은 병에 습격당하면서도 창작 의욕은 최후까지 쇠약해지지 않았다고 한다. 그러나, 본인은 이전부터 자신의 임종을 깨닫고 있던 모습이 있어, 2013년 6월에는 「호빵맨」의 애니메이션 제작의 스탭 등을 향해 「내년까지 나는 죽어. 아침에 일어 날 때마다 조금씩 몸이 쇠약해 나가는 것을 알아」 등과 스스로의 임종을 구체적으로 예고하면서, 「아직 죽고 싶지 않아. (간신히 애니메이션이) 재미있는 곳에 왔는데, 나는 어째서 죽지 않으면 안 되는지」라고 애니메이션의 향후에 미련이 있는 심중을 흘렸다.
2013년 8월에 건강상의 문제로 입원하고 있었지만, 2013년 10월 13일 오전 3시 8분, 심부전증으로 도쿄도 분쿄구의 준텐도 대학 의학부 부속 준텐도 의원에서 사망했다. 향년 95세. 야나세의 죽음으로 관한 뉴스는 출신지의 신문인 고치 신문에서 호외가 Web로 공개되었다. 고인의 유언에 의해, 장의는 근친자만으로 끝마쳤다.